# TT (曲)
TTは、韓国の音楽グループ・TWICEが2016年10月24日にリリースした楽曲であり、TWICEの3枚目のミニアルバム・TWICEcoaster : LANE 1のリードシングル。作詞・作曲を務めたのは、TWICEの過去のシングルである「Like OOH-AHH」「CHEER UP」等も手掛けた、韓国の作曲チーム「ブラック・アイド・ピルスン」と作詞家のサム・ルイス。

## タイトルについて

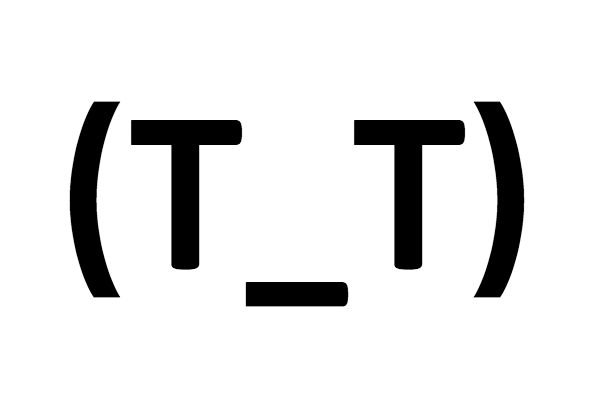
TTを用いた顔文字の一例

タイトルの「TT」は、泣き顔や悲しみを表現するために韓国でよく使用される顔文字の「TT」を指している。

サビでは「TT」の形を手で模倣した振り付けが用いられて話題となり、特にそれまでアジア諸国の中でも比較的知名度が低かった日本での人気急上昇に繋がった。

## 背景とリリース
新曲のリリースは2016年10月10日に発表され。10月17日、10月18日、10月19日の3日間のそれぞれの深夜には、各メンバーの個別のティーザーフィルムが公開された。10月20日にリリースされたMVの最初のティーザービデオでは、ハロウィンの仮装をした少年と少女が登場した。
21日には2本目のティーザービデオがリリースされ、23日にはTWICEの公式ホームページにて「TT」の振り付けのイメージティーザーがアップロードされた。そして翌日の10月24日には「TT」のMVおよび収録アルバムの「TWICEcoaster : LANE 1」がリリース・発売され、同時に多くの音楽ポータルサイトなどでも音楽配信としてリリースされた。
2017年2月17日発売のスペシャルアルバム「TWICEcoaster : LANE 1」には、リミックスバージョンの「TT (Tak Remix)」が収録されている。この楽曲でもTWICEは記録的なヒットを記録し、前作での韓国国内での人気急上昇の波に乗り、今回では海外でも爆発的な人気を呼び込み、TWICEを一躍世界的な人気に押し上げた楽曲ともなり、韓国国内での人気を完全に不動のものとした。

## MV
振付師はリア・キム。
TTのミュージックビデオは、以前にもTWICEのヒットソング「Like OOH-AHH」や「CHEER UP」のプロデュースを手掛けた製作チームのNaiveが監督を務めた。MVは動画共有サービス「YouTube」において、リリースから24時間も経たない内に500万回を超える再生回数を獲得、その後はK-popのアイドルグループのミュージックビデオの中では最速の40時間で1000万回、114時間で2000万回という新記録を達成した。
2017年1月3日には、YouTubeにおける「TT」のミュージックビデオは1億回の視聴回数を記録した。これはK-popのガールズグループのミュージックビデオでは最速での1億回達成であり、これによりTWICEは自身のヒット曲「CHEER UP」がリリースされた際の記録を更新することとなった。また、TTのMVの再生回数はそれぞれK-popのガールズグループでは初の2億回および3億回を達成し、さらに2018年9月には同じく史上初となる4億回の再生回数を記録した。
また、2017年の日本デビュー時には、日本語版のミュージックビデオも新たに製作されている。内容は韓国語版とは大きく異なっており、どちらかと言うと明るいイメージが強いミュージックビデオとなっている。

## カバー
- チンボ feat スミン（朝鮮語版）（2017年）
- コバソロ＆佐々木萌（エドガー・サリヴァン）（2019年）日本語によるカバー。